# Deborah Lettieri
Deborah Lettieri, nota anche con lo pseudonimo di Gloria Di Parma (Parma, 30 luglio 1983), è una ballerina, coreografa, insegnante di danza moderna e jazz italiana.
Deborah Lettieri è divenuta famosa per essere la seconda ballerina italiana a essere stata ammessa nel corpo di ballo del  locale parigino Crazy Horse, esibendosi negli anni al fianco di Dita von Teese, Noémie Lenoir, Arielle Dombasle, e nel video Partition di Beyoncé, filmato nel locale.

## Biografia
Nata a Parma il 30 luglio 1983, Deborah Lettieri a quindici mesi rimane orfana di madre, morta a causa di un incidente stradale, venendo cresciuta dal padre e dai nonni con la sorella tra Parma e Rofrano. La Lettieri si approccia alla danza all'età di undici anni, seguendo la sorella nella danza classica e moderna, specializzandosi negli anni presso la scuola Jazz Dance Studio dell'ex ballerina jazz e classica Manuela Sirocchi a Parma. All'interno della scuola lavora con Matt Mattox, Christopher Huggins e Bruno Collinet. Dopo il diploma, Lettieri si iscrive all'Università degli Studi di Parma frequentando Scienze delle attività motorie, in cui si laurea nel 2017.

Nel 2001 prova ad accedere a Miss Italia, venendo notata da Max Mara e Christian Louboutin e ottenendo degli ingaggi come modella, e le viene offerto il contratto di coreografa delle selezioni regionali di Miss Italia dell'Emilia Romagna. Dal 2002 al 2008 diviene insegnante di danza moderna presso la Jazz Dance Srudio e entra a far parte del corpo di ballo del Teatro Regio di Parma, esibendosi nel corso delle stagioni del Festival Verdi, sotto la direzione artistica di Hugo de Ana. Dal 2003 al 2008 è ballerina solista del progetto Leggere per Ballare dell'Aterballetto curato da Arturo Cannistrà, esibendosi in Cenerentola presso l'Auditorium di Milano, Brigata Sassari, una generazione di sardi, Il flauto magico, Pierino e il lupo, l piccolo principe, Quando ai veneziani crebbe la coda.Dal 2009 al 2012 si trasferisce a New York dove lavora e insegna al The Next Stage Project, allo Steps on Broadway Dance Studio, all'Alvin Ailey American Dance Theater, al DNA Dance Academy e al Peridance Center. 

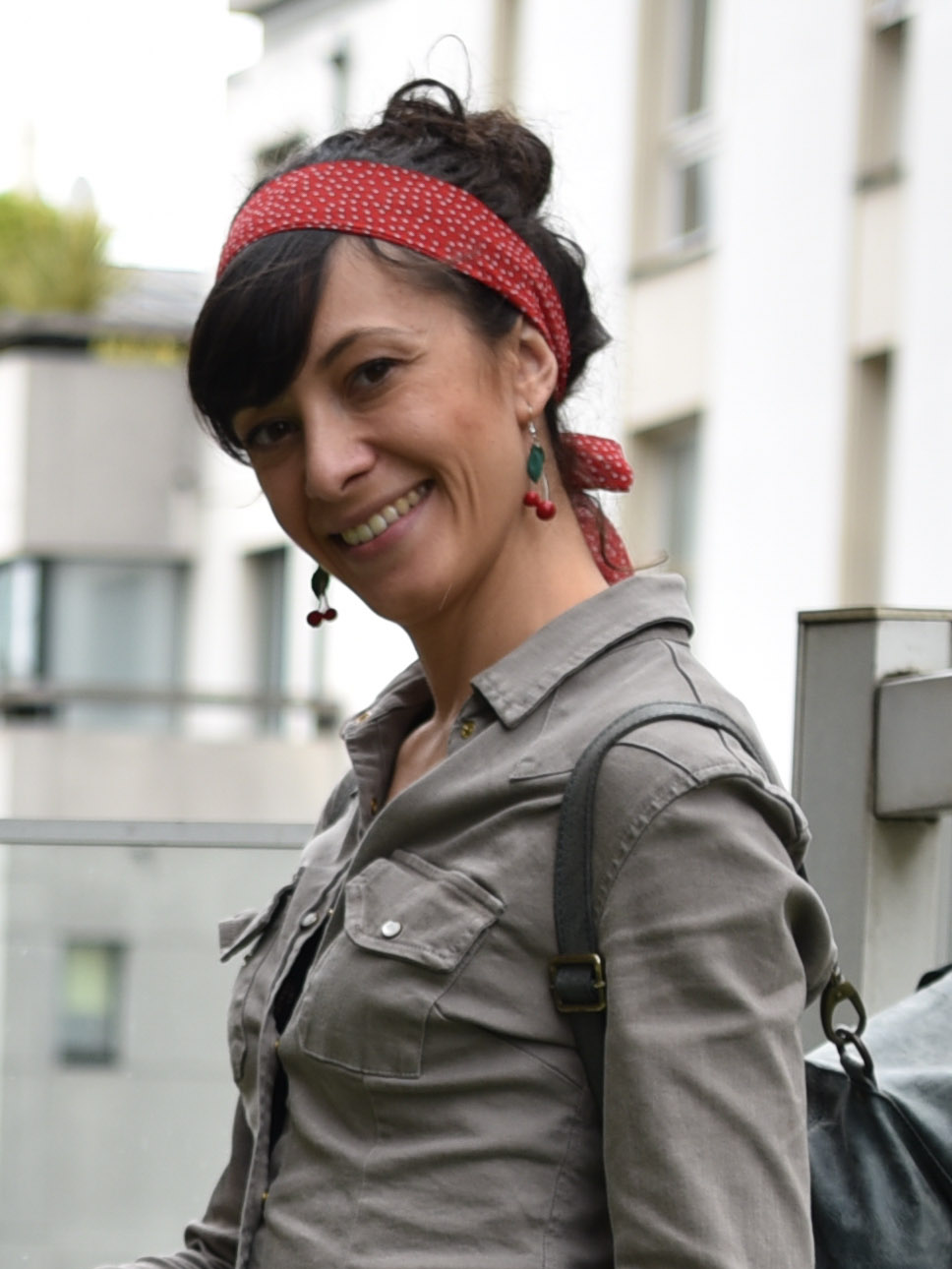
Lettieri nel 2020 a Parigi.

Nel 2010, sotto il consiglio della ex insegnante Sirocchi e del ballerino Willy Laurid conosciuto all'Alvin Ailey American Dance Theater, invia il curriculum al Crazy Horse di Parigi, dove supera la selezione per essere una delle candidate per ottenere un posto nel corpo di ballo. Tuttavia essendo il corpo di ballo al completo, le viene offerto un posto nella sede di Las Vegas, proposta declinata dalla ballerina. Nel 2012 viene assunta presso al sede parigina, divenendo la seconda ballerina italiana a essere stata ammessa nel corpo di ballo dopo Rosa Fumetto; qui Lettieri acquisisce il nome d'arte Gloria di Parma, omaggiando la città natale.  L'anno successivo balla nella sede parigina sotto al direzione artistica di Christian Louboutin. Negli anni diviene media talent della compagnia e ballerina di punta degli spettacoli, sino a ricoprire il ruolo di dance captain e coreografa, balla al fianco di Dita von Teese, Noémie Lenoir, Arielle Dombasle, Violet Chachki, e su coreografie e produzioni artistiche di Philippe Decouflé, Chantal Thomass e Viktoria Modesta. Nel 2013 è presente nel corpo di ballo del video Partition di Beyoncé, diretto da Jake Nava, le cui riprese si sono svolte nel locale.
Nel 2017 è parte del corpo di ballo di Forever Crazy World Tour, tournée mondiale del Crazy Horse tra Australia, Singapore e in Cina, per rientrare in Italia nel 2018 come giurata del programma Dance Dance Dance su Fox Life. Dal 2019 al 2020 ha curato le coreografie dello spettacolo Fame, le musical presso il Casino de Paris e Folies Bergère a Parigi. Nel 2020 è presente alla prima puntata del programma televisivo Giovani e famosi condotto da Alberto D'Onofrio su Rai 2. A causa della pandemia di COVID-19 in Francia, il locale chiude tra il 2020 e il 2021. Alla riapertura Deborah Lettieri ricoprire nuovamente il ruolo di ballerina fino alla gravidanza nel 2022. Rientrata dalla maternità il locale le offre il ruolo di show manager, ruolo rifiutato dalla Lettieri. Trasferitasi nuovamente in Italia a Roma, nel settembre 2024 diviene insegnante di danza nel programma televisivo Amici di Maria De Filippi, per poi non essere riconfermata per l'edizione successiva venendo così sostituita da Veronica Peparini (già prof dal 2013 al 2022)

## Vita privata
Deborah Lettieri è sposata con il pilota di aerei e fotografo di danza Alberto Baracchini, con cui ha una bambina nata nel 2022.

## Filantropia
La Lettieri si definisce femminista e promulgatrice della sessualità femminile.

## Teatro

### Ballerina

#### Prima ballerina
- Cenerentola di Sergej Sergeevič Prokof'ev, regia e coreografie di Arturo Cannistrà. Auditorium di Milano (2005)
- Il flauto magico di Wolfgang Amadeus Mozart, regia e coreografie di Arturo Cannistrà (2006)
- Pierino e il lupo di Sergej Sergeevič Prokof'ev, regia e coreografie di Arturo Cannistrà (2007)
- Quando ai veneziani crebbe la coda di Andrea Molesini, regia di Arturo Cannistrà, coreografie di Floriana Galieti. Teatro Greco di Roma (2007-2008)
- Il piccolo principe di Antoine de Saint-Exupéry, regia di Arturo Cannistrà, coreografie di Floriana Galieti. Teatro Palladium di Roma (2008-2009)
- Forever Crazy World Tour, tournée teatrale internazionale (2017)

#### Compagnie
- Teatro Regio di Parma (2002-2008) - corpo di ballo e solista
- The Next Stage Project di New York (2009) - corpo di ballo e solista
- Steps on Broadway Dance Studio di New York (2009) - corpo di ballo e solista
- Alvin Ailey American Dance Theater di New York (2010-2011) - corpo di ballo e solista
- DNA Dance Academy di New York (2011) - corpo di ballo e solista
- Peridance Center di New York (2012) - corpo di ballo e solista
- Crazy Horse di Parigi (2012-2024) - corpo di ballo e solista

### Coreografa

#### Spettacoli
- Fame, le musical . regia di, coreografie di Deborah Lettieri. Casino de Paris di Parigi; Folies Bergère di Parigi (2019-2020)

#### Compagnie
- The Next Stage Project di New York (2009) - coreografa associata
- Crazy Horse di Parigi (2012-2024) - coreografa

## Programmi televisivi
- Dance Dance Dance (Fox Life, 2018) - giudice
- Amici di Maria De Filippi (Canale 5, 2024-2025) - insegnante di danza

## Video musicali
- Partition di Beyoncé (2013)